# Expert Knob Twiddlers
Expert Knob Twiddlers - студийный альбом Майка Парадинаса и Ричарда Дэвида Джеймса, выпущенный 24 июня 1996 года на лейбле Ричарда Rephlex Records.Дуэт взял себе название Mike & Rich,выпустив одну единственную пластинку
4 июля 2016 года Planet Mu объявила, что переизданная версия выйдет с семью бонус-треками в сентябре 2016 года

## Запись
Майк Парадинас описал звучание альбома как «обновлённую версию лёгкой музыки и фанка».Джеймс услышал музыку, которую Парадинас делал под псевдонимом Джейк Слейзенгер, и пригласил его для создания треков.Парадинас  отметил, что Джеймс пригласил других артистов поработать с ним, включая Люка Вайберта , Squarepusher и Cylob. Оба артиста напивались во время работы над треками, что, по словам Парадинаса, ни один из артистов обычно не делал
Трек «Giant Deflating Football» был написан во время чемпионата мира по футболу FIFA 1994 года. Парадинас отметил, они вдвоём «смогли довольно быстро написать большой объем материала. «Giant Deflating Football» назван так потому, что в нем были некоторые довольно странные перкуссионные звуки, издаваемые скрежетом и дуновением в микрофон. Это звучало как большой хрипящий футбольный мяч. После этого мы приняли немного кислоты, чтобы послушать его, и у нас появились некоторые образы, похожие на «Beady Eyes», которые упоминаются в одном из треков»

## Выпуск
Парадинас считал, что альбом должен был быть выпущен ещё в 1994 году, заявляя, что «В то время этот стиль был чем-то, чего никто не делал [...] Это было не похоже ни на что, что кто-либо слышал раньше. К тому времени, как он вышел, появилось много вещей, таких как Carbon Trio , и был большой возрождённый интерес к лёгкой музыке. Никто из нас не был готов к этому»
9 июля 2016 года песня «Vodka (Mix 2)» была выпущена вместе с анонсом переиздания альбома в 2016 году

## Критический приём
The Guardian дал альбому три звезды, назвав его «любовно китчевым сотрудничеством» и что альбом «легко мог бы стать отвратительно ироничным упражнением».AllMusic дал альбому четыре звезды, отметив, что смешанные стили Джеймса и Парадинаса «сводят на нет особую привлекательность обоих артистов и слушатель остается с несколько пресным альбомом. Поклонники Aphex и μ-Ziq будут в восторге, но новичкам лучше поискать что-нибудь другое, прежде чем копать так глубоко». В ретроспективных обзорах Pitchfork описал его как «просто игривая, иногда вдохновляющая капсула времени 1990-х».В ретроспективных обзорах Pitchfork описал его как «просто игривая, иногда вдохновляющая капсула времени 1990-х»

## Трек лист
| №   | Название                      | Длительность |
| --- | ----------------------------- | ------------ |
| 1.  | «Mr. Frosty»                  | 6:51         |
| 2.  | «Jelly Fish»                  | 6:30         |
| 3.  | «Eggy Toast»                  | 4:07         |
| 4.  | «Reg»                         | 5:57         |
| 5.  | «Vodka»                       | 4:12         |
| 6.  | «Winner Takes All»            | 5:44         |
| 7.  | «Giant Deflating Football»    | 6:22         |
| 8.  | «Upright Kangaroo»            | 3:31         |
| 9.  | «The Sound of the Beady Eyes» | 7:46         |
| 10. | «Bu Bu Bu Ba»                 | 6:51         |